# ロボスポランギウム
ロボスポランギウム(Lobosporangium)は、クサレケカビ科に属する土壌性のカビの1属で、2004年まではエキノスポランギウム (Echinosporangium) の名で知られていた。

## 形態
唯一種Lobosporangium transversalis のみが知られている単型属である。以下、記述はこの種のものである。
よく発達した菌糸体を形成する。菌糸は隔壁を欠いた多核体で、生長が速く、ところどころで脹らみ、随所で融合して網状をなす。培地上のコロニーは無色もしくはやや黄色みを帯び、ニンニクのような香りを放つ。

胞子嚢柄は気中菌糸から生じ、胞子嚢柄は数回（時には八回）の二叉状分枝を行い、その先端がさらに二分して左右に伸び、それぞれの頂部が胞子嚢となる。個々の胞子嚢は棒状あるいはソーセージ状で長さ230-400μm、径43-80μmになる。それらは一対が基部で接して形成される。全体としては、一本の胞子嚢柄の先に、太くて長く途中で僅かにVの字状に湾曲した一対の胞子嚢が乗ったような姿になる。

胞子嚢の先端は丸みを帯び、1-6個の明瞭な棘状突起がある。胞子嚢内部には多数の胞子嚢胞子が密集して形成される。胞子嚢の基部には不稔部分が形成されることがあり、これは柱軸に似るが、膜で区切られないことから柱軸とは区別され、偽柱軸 (Pseudocolumella) と呼ばれている。胞子嚢は能動的には胞子を放出せず、外力によって胞子嚢壁が壊れた時のみ胞子が出てくる。

## 生活環
無性生殖は胞子嚢胞子の形成による。胞子は時に胞子嚢内でも発芽し、胞子嚢の膜を突き破って菌糸を伸長させる。有性生殖の方式については不詳で、ヘテロタリックかホモタリックかについても判っていない。

## 生態
通常の培地上でもよく生育するが、胞子形成には多少培地組成を選ぶ。また、水中で麻の実を基質として培養した例では、菌糸は水中に伸びても、胞子形成は水面に出た部分で行われたという。

## 分布
北アメリカおよびメキシコから計3度発見されたのみ（いずれも土壌から分離培養されている）であり、日本国内からはまだ報告がない。

## 語源
現在の属名Lobosporangiumについては、語源が不明である。旧属名Echinosporangium は「棘のある胞子嚢」の意であり、また種小名transversalis は「水平に生じる」の意で、胞子嚢が真横に張り出す形に基づく。

## 分類と研究史
1967年にEchinosporangium transversalisとして記載された。菌糸の特徴（隔壁を欠く）からケカビ目（Mucorales）に属する菌であると判断されたが、科レベルの位置づけについては、真の柱軸を欠くことや胞子嚢の形態などからケカビ科（Mucoraceae）やクサレケカビ科（Mortierellaceae）その他の科への所属が否定され、有性生殖の発見を待って判断されるべきであるとされた。なお、属名Echinosporangium は、すでに紅藻類の一属に対して用いられていたために異名扱いとなり、後にLobosporangiumに置き換えられた。

いっぽう、サクセネア（Saksenaea）属とともにサクセネア科（Sakseneaseae）に本属を含める意見もある。無色で隔壁を持たない菌糸を持つことから接合菌類に属するものであると考えられるとはいえ、胞子嚢の形態が非常に特殊であること・胞子嚢柄の基部に仮根状の構造があること・多数の胞子を含む胞子嚢以外には分化した無性生殖器官を持たないことなどから、既知の科に分類することには無理がある、というのがその根拠である。しかし、これらの形質は、ケカビ目の基本的な特徴として普遍的に見られるものであり、少なくともサクセネア属とLobosporangium との間に強い類縁関係を想定する根拠にはなり得ない。

他方で、これをクサレケカビ科に含める説もある。この見解には反対する意見もあったが、分子系統学的な解析結果もこれを支持していることから、現在ではこの位置づけがほぼ確定している。形質としても無色の菌糸体、気中菌糸から胞子嚢柄を出すこと、それにコロニーがニンニク臭を持つことなどは、この属とクサレケカビ（Mortierella）属に共通する特徴である。
なお、本属で認められる形態の特異性と、本属以外の分類群の形態との関連に関しては、もとはクサレケカビ属の一種として記載されたGamsiella multidivaricata において観察される胞子嚢柄の二叉分枝との関連が論じられている。この両者の間には、分子系統解析によって類縁関係が推定されるとの報告がある。